# 目からウロコ!21
目からウロコ!21（めからウロコ!トゥエンティワン）は、2003年9月29日から2004年3月25日にかけて、ニッポン放送で毎日月〜木曜・21時〜21時50分に放送されていた中高受験生向け生放送ラジオ番組・帯番組。

## 概要
担任（パーソナリティ）は有田哲平（くりぃむしちゅー）。
受験生リスナーが主であり、メールでは有田に対し、最初にリスナーから「有田先生」と言われていた（この言い方はリスナーが勝手に言い出したと言い切っている。くりぃむしちゅーのオールナイトニッポンでの有田談）。
生徒役として出演したゲストに、森三中・美少女クラブ21・dream・Berryz工房・星井七瀬・堀越のり、堀北真希、YeLLOW Generationなど。解説講師に嵜山潤一郎。
ナレーターは「知ってる?24時。」と同じく謎のナレーター（番組では公表していないが、バーレスクエンジンのコハ・ラ・スマート）。
ニッポン放送（関東ローカル）のみでネット局はなし。
番組開始からのスポンサーは大手予備校の河合塾だったが、番組中盤あたりから早慶外語ゼミもスポンサーを持つようになり、後者は塾長の余湖三千雄のエピソードを綴ったラジオドラマや、塾職員による大学受験アドバイスを行っていたことがある。
兄弟番組は当番組の開始半年前3月31日にスタートした「知ってる?24時。」（当時のパーソナリティは有田の相方、くりぃむしちゅーの上田晋也だった（後の2代目はますだおかだの増田英彦）、月曜〜木曜の深夜24時〜24時57分放送の番組、こちらは2006年3月28日に終了）。
番組のキャッチフレーズは「オモシロ知識たりてる?」（ラジオ雑誌）と「たぶん聴いたらアタマよくなる!?21時からの知的エンターテイメント!」（公式サイト、現在閉鎖）の2つがあった。
公式サイトは2004年3月の終了後もその年の秋の番組再開も視野にはいっていたためか長い間閉鎖されなかったが、再開されることはなく2005年秋に閉鎖された(「www.allnightnippon.com/uroko/」)。

## 内包番組
- 市川由衣のハラペコゆいにゃん!

番組内で、21時40分〜21時45分に市川由衣がパーソナリティを務めた箱番組、「市川由衣のハラペコゆいにゃん!」が放送されていた。番組が始まる前に有田先生が市川由衣を「由衣にゃーん!」と呼んでいたのが特徴。

## 前年度・次年度の同枠時間帯番組
| ニッポン放送 平日月曜-木曜ナイターオフ期間21:00枠番組                   | ニッポン放送 平日月曜-木曜ナイターオフ期間21:00枠番組 | ニッポン放送 平日月曜-木曜ナイターオフ期間21:00枠番組               |
| 前番組                                                                  | 番組名                                                | 次番組                                                              |
| ----------------------------------------------------------------------- | ----------------------------------------------------- | ------------------------------------------------------------------- |
| 2002年度東京キャラクターショーRADIO (21:00 - 21:30)不明 (21:30 - 22:00) | 2003年度目からウロコ!21                               | 2004年度HOT'n HOT もうすぐお気に入りに追加! (月 - 木 21:00 - 22:00) |